# Eat, Breathe and Live
『Eat, Breathe and Live』（イート、ブリーズアンドライブ）は、アメリカ合衆国の日本人ロックバンド、THE RiCECOOKERSのライブ・アルバム。2011年4月27日にAnchor Recordsから発売。

## 概要
2010年12月17日、赤坂BLITZにて行われた「SPEC どすこい祭り」でのライブ音源が収録されている。また、スタジオ音源の新曲「Lost Raven」も収録されている。
　

## 収録曲
1. 地球が笑う日 (LIVE ver.) [4:22]
作詞・作曲：Kota Fujii
2. MAY (LIVE ver.) [4:57]
作詞・作曲：Tomomi Hiroishi
3. 波のゆくさき (LIVE ver.) [5:23]
作詞・作曲：Kota Fujii
4. Alone (LIVE ver.) [4:00]
作詞・作曲：Tomomi Hiroishi
5. I (LIVE ver.) [4:14]
作詞・作曲：Tomomi Hiroishi
6. LAKE (LIVE ver.) [6:09]
作詞：Tomomi Hiroishi 作曲：Kota Fujii
7. Lost Raven [3:44]
作詞・作曲：Kota Fujii

全編曲：THE RiCECOOKERS